# أوودا
أوودا (بالفرنسية: Auda)‏ (بالهندية: औद) هي شخصيةٌ في رواية حول العالم في ثمانين يومًا لمؤلفها جول فيرن، وهي أميرة هنديةٌ أوروبية تكون برفقة فيلياس فوج وباسبارتو، وهي ابنة تاجرٍ بومباي بارسي، وكانت متزوجةً رغمًا عنها من حاكم بونديلخاند (ولاية أميرية هندية) الهندوسي. عند وفاة زوجها، كان الرهبان الهندوس على وشك التضحية بها في محرقة جنازة زوجها وذلك باعتبارها ستي (طقس ديني عند بعض الهندوسيين، تقوم فيه المتوفى زوجها طوعًا أو كرهًا بحرق نفسها مع جثة زوجها المتوفي).
يُحاول فوغ في البداية إيصالها ببساطةٍ إلى أقاربها أثناء رحلته حول العالم، ولكن عندما يجد أنَّ هذا الأمر أصبح مستحيلًا، تُصبح أوودا رفيقتهم الدائمة في الرحلة، وتنجذب هي إلى فوغ ومواقفه النبيلة أكثر وأكثر مع مرور الوقت. عند وصولهم أخيرًا إلى بريطانيا واكتشافهم وصولهم المتأخر جدًا على الموعد النهائي المُحدد، فإنها تخافُ أنها سبب تأخر فوج وخسارته الفادحة في رحلته، وذلك على الرغم أنَّ فوج يُنكر ذلك بشدة. تقعُ أوودا في حب فوج، والذي يكون قد صرح لها أنه أصبح فقيرًا بعد خسارته هذه، فتقترح أوودا على فوج الزواج، وهو يقبل ذلك بفرح.
تُوضح الرواية أيضًا، أنَّ اقتراح أوودا بالزواج كان سبب اكتشاف أنهم وصولوا مبكرين قبل يومٍ واحد من نهاية الرهان، حيثُ عند تقديمها عرض الزواج وقبول فوج، يذهبُ باسبارتو لإحضار الراهب لإتمام الزواج، فيتكشفتُ أنَّ قيامهم برحلتهم عبر السفر شرقًا حول العالم، أدى إلى وصولهم مُبكرًا إلى لندن قبل يومٍ واحدٍ من انتهاء الموعد المحدد، ولكن لحظة الاكتشاف يكون قد تبقى لهم 10 دقائق فقط قبل انتهاء الموعد، فيبدأ فوج بالركض باتجاه نادي ريفورم، ويصلُ في الموعد المحدد بالضبط ويفوز بالرهان.
توضحُ أوودا فيما بعد لفوج أنهُ لم يعد فقيرًا الآن، وربما لا يرغب بالزواج بها، ولكن فوج يوضح حبه الشديد وامتنانه لها، وتتم بعد ذلك إجراءات زواج أوودا من فوج، ويُمنح باسبارتو شرف أن يكون شاهدًا على الزواج.

## الأعمال المتقبسة
غيّرت أوودا في الراوية ساريها التقليدي إلى لباسٍ أوروبيٍ نموذجي قدمهُ لها فوج، ولكن على الرغم من هذا، وللتأكيد على مفهوم شخصيتها أميرةً هندية، فإنَّ معظم الأعمال المُقتبسة احتفظت بارتدائها للساري على الأقل حتى نهاية التحدي/الرهان.
يُقوم العمل المُقتبس الإسباني الشهير «حول العالم مع ويلي فوج» بالتنازل عن هذه التفاصيل، وذلك عبر طلب فوج من أوودا (تحمل اسم رومي) لتغيير ساري الجنازة داكن اللون، والذي أُجبرت على ارتداءه من أجل حرقها مع زوجها، حيثُ ترتدي شيئًا أفتح لونًا طوال الرحلة. في تتمة السلسلة، بعنوان «ويلي فوج 2» قامت رومي في نهاية الرحلة بإخراج فستانٍ أوروبيٍ يعكس نظام ألوان لباسها القديم، وذلك على الرغم من احتفاظها بعلامة البيندي.
قُدم دور أوودا بواسطة شيرلي ماكلين في فيلم عام 1956 حول العالم في 80 يومًا، وبواسطة أرلين ماكواد في حلقةٍ ضمن سلسلة «فوج بوند»، وبواسطة جوليا نيكسون-سول في المسلسل التلفزيوني ثلاثي الأجزاء عام 1989. أما في فيلم ديزني المباشر عام 2004 فإنَّ أوودا فد استُبدلت بمونيك لاروش، وهو انطباعٌ فرنسي (لعبت الدور سيسيل دي فرانس).